# Királyfalva
Királyfalva (1887-ig Krásics, németül Königsdorf, szlovénül Kraljevci, vendül Kralevci) község Ausztriában, Burgenland tartományban, a Gyanafalvi járásban.

## Fekvése

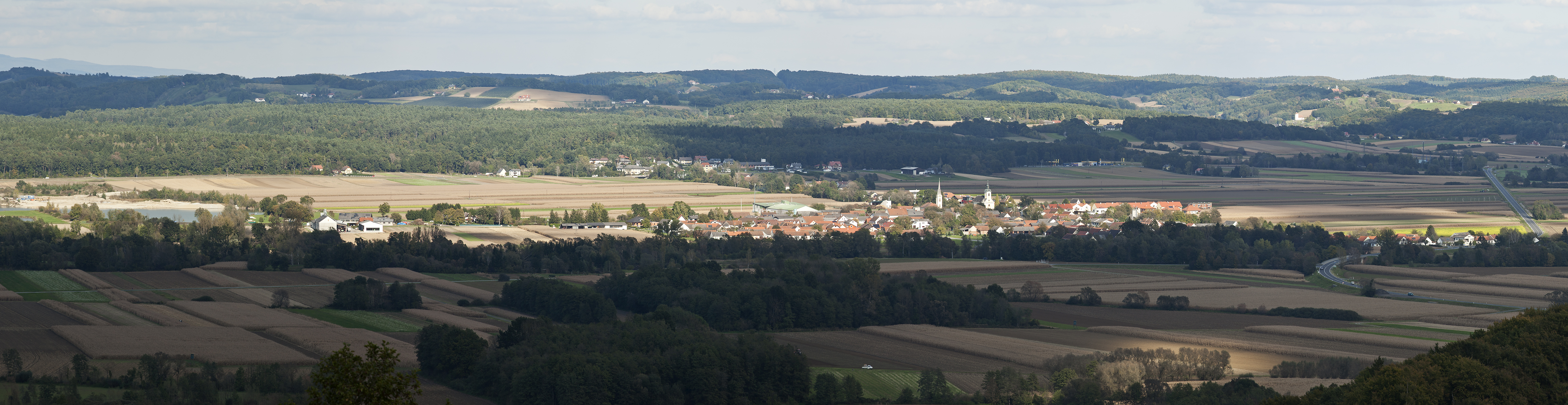
Királyfalva látképe délről

Németújvártól 22 km-re délkeletre, a Lapincs patak mellett, a stájer határszélen fekszik.

## Története
Területe ősidők óta lakott, határában vaskori sírhalom van, melyet 1922 és 1925 között tártak fel. Urnákat, agyagedényeket, gyűrűket és egy 12 cm magas Jupiter-szobrot találtak benne.
A falu a 13. században a Németújvári grófok birtoka volt, majd 1327-ben királyi birtok. 1391-ben Luxemburgi Zsigmond király hívének Lévai Sárói Lászlónak adta. Királyfalva írott forrásban 1427-ben „Kyraalfalwa” alakban szerepel először. 1428-ban Zsigmond király Sárói fiát Cseh Pétert erősítette meg az uradalom birtokában. Ekkor „Kyralfalva” alakban szerepel. A katolikus plébánia historia domusa szerint már ekkor állt itt egy Szent István király tiszteletére szentelt kápolna. 1459-ben Hunyadi Mátyás az uradalommal együtt hívének Újlaki Miklós erdélyi vajdának adta, majd 1524-ben az Újlakiak kihalásával II. Lajos király Batthyány Ferencnek adományozta.
1538-ban 44 házából 8 lakatlan volt. 1548-ban 46, 1576-ban 29, 1588-ban 42, 1599-ben 38, 1634-ben 62 ház állt a településen. A 16. század vége felé itt is elterjedt a reformáció. 1600 körül Stájerországből elüldözött evangélikus családok telepedtek le itt. 1605-ben a Lapincs völgyének településeivel együtt Bocskai István hajdúi égették fel. 1643-ban 75 házában 496 lakosa élt. 1691-ben 75 háza és 376 lakosa volt. Katolikus plébániája 1698-ban már létezett, temploma ekkor Szent Márton tiszteletére volt szentelve. 1704 augusztusában a kurucok a Batthyány uradalom számos településével együtt Királyfalvát is teljesen elpusztították. 1720-ban 67, 1744-ben 118 ház állt a településen. Temploma 1757 és 1759 között épült, többször leégett, ezért később belsőt kapott. 1787-ben 177 házában már 1029 lakos élt. 1828-ban 165 háza volt 1172 lakossal. 1783-ban II. József türelmi rendelete nyomán a 100 család feletti lutheránus közösségek plébániát alapíthattak, így a helyi lutheránusok az ekkor alapított  ókörtvélyesi plébániához csatlakoztak. 1812-ben 502 katolikus és 467 lutheránus élt a településen. 1896-ban egy tűzvészben Királyfalva 21 háza égett le.
Fényes Elek szerint " Királyfalva, (Königsdorf), német falu, Vas vmegyében, a Lapincs mellett, Stájerország szélén: 586 kath., 520 evang. lak., kath. paroch. templommal. Róna termékeny határát az árvizek járják. Birja h. Batthyáni, s ut. p. Rába-Keresztur."

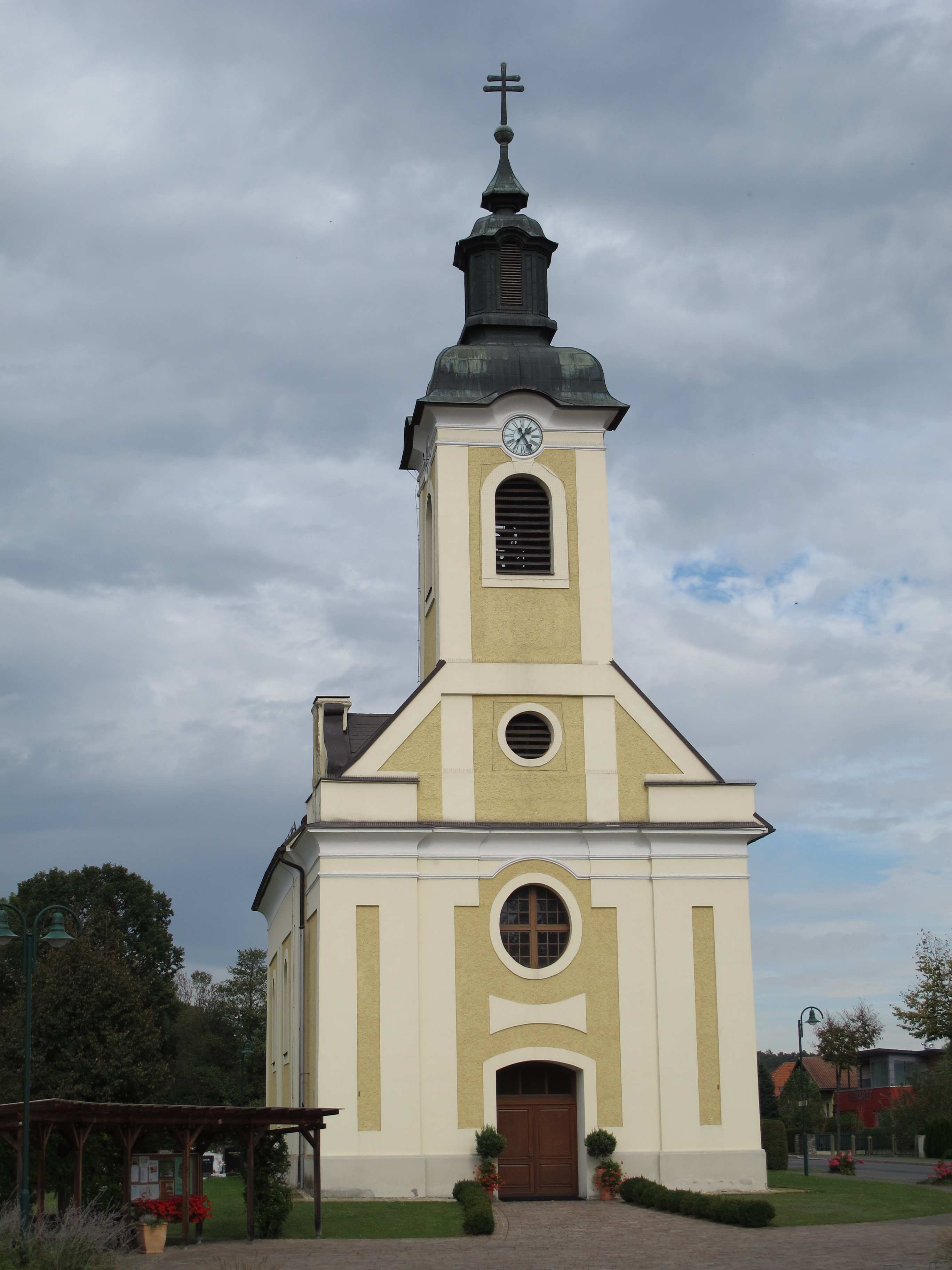
Szent István római katolikus plébániatemplom

Vas vármegye monográfiája szerint " Királyfalva, ősidők óta lakott nagyobb falu, 204 házzal és 1373 németajkú lakossal. Vallásuk r. kath. és ág. ev. Stájer-határszéli község a Lapincs-patak mellett. A kuruczok egy ízben teljesen elpusztitották. Plébániája 1696-ban 53már virágzott. Kegyura Kottulinszky Teodóra grófnő. Határában vaskori sírhalom van. Földesura a Batthyány-család volt."
1910-ben 1183 lakosából 1103 német, 22 magyar, 2 szlovén, 56 egyéb nemzetiségű volt. A trianoni békeszerződésig Vas vármegye Szentgotthárdi járásához tartozott. A békeszerződések Ausztriának ítélték, de az osztrák csendőrséget 1921 augusztusától novemberéig magyar szabadcsapatok akadályozták meg a falu megszállásában. Végül csak a november 13 és 30 közötti harcokban sikerült Királyfalvát elfoglalni az osztrákoknak.
2001-ben 757 lakosából 743 fő német volt.

## Nevezetességei
- Szent István király tiszteletére szentelt római katolikus temploma 1757 és 1759 között épült. A második világháborúban megsérült, 1945-ben újjáépítették. Képeit Siegfried Bauer festette 1994-ben.
- evangélikus imaház
- A község területén a Lapincs völgyének ritka növény- és állatvilága figyelhető meg.